# Пара на мільйон
Знято в 2021 році
«Пара на мільйон» — українське реаліті-шоу від Нового каналу. Ведучі — Леся Нікітюк і актор Improv Live Show Роман Міщеряков. Прем'єра шоу мала відбутися 15 березня 2022 року, втім перенеслася на 5 вересня 2022 року через російське вторгнення в Україну. Повторні покази з повним українським дубляжем транслювався на тому ж каналі.

## Правила
У реаліті «Пара на мільйон» 12 пар проходять різноманітні інтелектуальні та фізичні випробування у боротьбі за один мільйон гривень. Особливість пар полягає в тому, що вони складаються із сором'язливих хлопців-домосидів та розкутих дівчат, які показують кожен свій крок у соцмережах. Вони не тільки боротимуться за грошовий приз, але й вчитимуться будувати стосунки з протилежною статтю.
|                                     | Наш проект про те, як самотні хлопці та дівчата, які є цілковитими протилежностями, мають чого повчитися одне в одного. Хлопці будуть допомагати дівчатам швидко приймати рішення у складних ситуаціях, навчатимуть їх контролювати емоції. А дівчата допомагатимуть хлопцям соціально адаптуватися і ставати більш розкутими. Але найголовніше, що всі учасники навчатимуться будувати стосунки з протилежною статтю: знаходити спільні точки дотику, хвилюватися одне за одного, приймати одне одного з усіма слабкостями та недоліками. |
| — керівник проєкту Надія Цимбалару, | |

## 1 Сезон
| Партнерка                       | Вік | Партнер                        | Вік | Місце |
| ------------------------------- | --- | ------------------------------ | --- | ----- |
| Вікторія Шрамко                 | 29  | Денис Семенець                 | 23  | 1м    |
| Настя Талпа                     | 23  | Марк Куцевалов                 | 26  | 2м    |
| Даша Мазай                      | 24  | Андрій Пшеничний               | 33  | 3м    |
| Анна Настоящая                  | 28  | Владислав Москалюк             | 24  | 4м    |
| Стелла Шаповалова               | 29  | Віталій Калиниченко            | 28  | 5м    |
| Валентина Мрачковська           | 27  | Ілля Дегтеренко                | 27  | 6 м.  |
| Катерина Гурська                | 42  | Олександр Ситнік               | 24  | 7м    |
| Партнерка залишилась на проєкті |     | Андрій Дзюба                   | 27  | 8м    |
| Елізабет Аноруе                 | 22  | Кирило Стецюк                  | 26  | 9м    |
| Катерина Лисенко                | 34  | Гліб Репіч                     | 34  | 10м   |
| Анна Зубрицька                  | 24  | Кирило Пузенко                 | 30  | 11м   |
| Наталія Конюшок                 | 21  | Партнер повернений в іншу пару |     | 12м   |
| Діана-Катерина Романкевич       | 20  | Роман Фан                      | 22  | 13м   |
| Яна Грабощук                    | 28  | —                              |     | 14м   |

### Випуски
|  | Пара залишається на проєкті         |
|  | Переможці                           |
|  | Фіналісти                           |
|  | Пара отримала тотем                 |
|  | Пара потрапила в номінацію на виліт |
|  | Переформування пари                 |
|  | Пара покинула проєкт                |
|  | Пари більше не існує                |

| Денис і Вікторія      | не в парі | не в парі | не в парі | не в парі | не в парі | не в парі | Пройшли                                   | Пройшли              | Номінація            | Номінація            | Тотем                | Тотем                | Переможці            |                      |                      |
| Марк і Анастасія      | Пройшли   | Пройшли   | Пройшли   | Номінація | Пройшли   | Пройшли   | Пройшли                                   | Номінація            | Пройшли              | Номінація            | Номінація            | Номінація            | 2 місце              |                      |                      |
| Андрій і Даша         | не в парі | не в парі | не в парі | не в парі | не в парі | не в парі | Пройшли                                   | Пройшли              | Тотем                | Пройшли              | Номінація            | Вибули               | Вибули               | Вибули               | Вибули               |
| Владислав і Анна      | не в парі | не в парі | не в парі | не в парі | не в парі | не в парі | Пройшли                                   | Пройшли              | Пройшли              | Тотем                | Вибули               | Вибули               | Вибули               | Вибули               |                      |
| Віталій і Стелла      | Пройшли   | Пройшли   | Пройшли   | Пройшли   | Номінація | Тотем     | Пройшли                                   | Тотем                | Пройшли              | Вибули               | Вибули               | Вибули               | Вибули               |                      |                      |
| Ілля і Валентина      | не в парі | не в парі | не в парі | не в парі | не в парі | не в парі | Пройшли                                   | Пройшли              | Вибули               | Вибули               | Вибули               | Вибули               | Вибули               |                      |                      |
| Олександр і Катерина  | Пройшли   | Пройшли   | Номінація | Пройшли   | Пройшли   | Пройшли   | Пройшли                                   | Вибули               | Вибули               | Вибули               | Вибули               | Вибули               | Вибули               |                      |                      |
| Денис і Даша          | Пройшли   | Пройшли   | Номінація | Пройшли   | Тотем     | Номінація | Переформована пара                        | пари більше не існує | пари більше не існує | пари більше не існує | пари більше не існує | пари більше не існує | пари більше не існує | пари більше не існує | пари більше не існує |
| Владислав і Валентина | Пройшли   | Номінація | Пройшли   | Тотем     | Пройшли   | Пройшли   | Переформована пара                        | пари більше не існує | пари більше не існує | пари більше не існує | пари більше не існує | пари більше не існує | пари більше не існує | пари більше не існує | пари більше не існує |
| Андрій і Вікторія     | Пройшли   | Пройшли   | Пройшли   | Номінація | Номінація | Номінація | Переформована пара(Андрій покинув проєкт) | пари більше не існує | пари більше не існує | пари більше не існує | пари більше не існує | пари більше не існує | пари більше не існує | пари більше не існує | пари більше не існує |
| Андрій і Анна         | Пройшли   | Пройшли   | Номінація | Пройшли   | Вибули    | вибули    | Повернені , але пара Переформована        | пари більше не існує | пари більше не існує | пари більше не існує | пари більше не існує | пари більше не існує | пари більше не існує | пари більше не існує | пари більше не існує |
| Ілля і Наталія        | Пройшли   | Пройшли   | вибули    | Вибули    | Вибули    | Вибули    | Ілля повернений,та переформований         | пари більше не існує | пари більше не існує | пари більше не існує | пари більше не існує | пари більше не існує | пари більше не існує | пари більше не існує | пари більше не існує |
| Кирило і Елізабет     | Пройшли   | Пройшли   | Номінація | Пройшли   | Пройшли   | Вибувають | Вибули                                    | Вибули               | Вибули               | Вибули               | Вибули               | Вибули               | Вибули               |                      |                      |
| Гліб і Катерина       | Пройшли   | Пройшли   | Тотем     | Вибули    | Вибули    | Вибули    | Вибули                                    | Вибули               | Вибули               | Вибули               | Вибули               | Вибули               | Вибули               |                      |                      |
| Кирило і Анна         | Пройшли   | Тотем     | Вибули    | Вибули    | Вибули    | Вибули    | Вибули                                    | Вибули               | Вибули               | Вибули               | Вибули               | Вибули               | Вибули               |                      |                      |
| Роман і Катерина      | Пройшлu   | Вибули    | Вибули    | Вибули    | Вибули    | Вибули    | Вибули                                    | Вибули               | Вибули               | Вибули               | Вибули               | Вибули               | Вибули               |                      |                      |
| Яна                   | Вибула    | Вибула    | Вибула    | Вибула    | Вибула    | Вибула    | Вибула                                    | Вибула               | Вибула               | Вибула               | Вибула               | Вибула               | Вибула               |                      |                      |

### Голосування Пар
|  | Марк і Настя    |  | Кирило і Елізабет |  | Анна і Владислав |
|  | Віталій і Стела |  | Андрій і Анна     |  | Денис і Вікторія |
|  | Денис і Даша    |  | Гліб і Катя       |  | Ілля і Валентина |
|  | Влад і Валя     |  | Кирило і Аня      |  | Андрій і Даша    |
|  | Саша і Катя     |  | Ілля і Наталія    |  |                  |
|  | Андрій і Віка   |  | Роман і Катя      |  |                  |

| Пара              | Випуски             | Випуски             | Випуски             | Випуски             | Випуски             | Випуски                 | Випуски              | Випуски              | Випуски              | Випуски              | Випуски              | Випуски              | Випуски              |
| Пара              | 2-й вип. ПРОТИ ПАРИ | 3-й вип. ПРОТИ ПАРИ | 4-й вип. ПРОТИ ПАРИ | 5-й вип. ПРОТИ ПАРИ | 6-й вип. ПРОТИ ПАРИ | 7-й вип. ПРОТИ ПАРИ     | 8-й вип. ПРОТИ ПАРИ  | 9-й вип. ПРОТИ ПАРИ  | 10-й вип. ПРОТИ ПАРИ | 11-й вип. ПРОТИ ПАРИ | 12-й вип. ПРОТИ ПАРИ |                      |                      |
| ----------------- | ------------------- | ------------------- | ------------------- | ------------------- | ------------------- | ----------------------- | -------------------- | -------------------- | -------------------- | -------------------- | -------------------- | -------------------- | -------------------- |
| Денис і Вікторія  | Пари не існувало    | Пари не існувало    | Пари не існувало    | Пари не існувало    | Пари не існувало    | Тиждень без голосування | Саша і Катя          | Ілля і Валентина     | Віталій і Стелла     | Анна і Владислав     | Андрій і Даша        |                      |                      |
| Марк і Настя      | Влад і Валя         | Кирило і Анна       | Гліб і Катя         | Андрій і Анна       | Андрій і Віка       | Тиждень без голосування | Саша і Катя          | Ілля і Валентина     | Стелла і Віталій     | Андрій і Даша        | Андрій і Даша        |                      |                      |
| Андрій і Даша     | Пари не існувало    | Пари не існувало    | Пари не існувало    | Пари не існувало    | Пари не існувало    | Тиждень без голосування | Саша і Катя          | Ілля і Валентина     | Марк і Настя         | Анна і Владислав     | Марк і Настя         |                      |                      |
| Владислав і Анна  | Пари не існувало    | Пари не існувало    | Пари не існувало    | Пари не існувало    | Пари не існувало    | Тиждень без голосування | Марк і Настя         | Денис і Вікторія     | Віталій і Стелла     | Марк і Настя         | Вибули               | Вибули               | Вибули               |
| Віталій і Стела   | Влад і Валя         | Денис і Даша        | Гліб і Катя         | Андрій і Анна       | Денис і Даша        | Тиждень без голосування | Саша і Катя          | Ілля і Валентина     | Денис і Вікторія     | Вибули               | Вибули               | Вибули               |                      |
| Ілля і Валентина  | Пари не існувало    | Пари не існувало    | Пари не існувало    | Пари не існувало    | Пари не існувало    | Тиждень без голосування | Марк і Настя         | Денис і Вікторія     | Вибули               | Вибули               | Вибули               | Вибули               |                      |
| Саша і Катя       | Рома і Катя         | Кирило і Анна       | Андрій і Віка       | Андрій і Віка       | Кирило і Елізабет   | Тиждень без голосування | Марк і Настя         | Вибули               | Вибули               | Вибули               | Вибули               | Вибули               |                      |
| Денис i Даша      | Рома і Катя         | Кирило і Анна       | Андрій і Віка       | Віталій і Стела     | Кирило і Елізабет   | Пари більше не існує    | Пари більше не існує | Пари більше не існує | Пари більше не існує | Пари більше не існує | Пари більше не існує | Пари більше не існує | Пари більше не існує |
| Влад і Валя       | Рома і Катя         | Кирило і Анна       | Марк і Настя        | Андрій і Віка       | Кирило і Елізабет   | Пари більше не існує    | Пари більше не існує | Пари більше не існує | Пари більше не існує | Пари більше не існує | Пари більше не існує | Пари більше не існує | Пари більше не існує |
| Андрій і Віка     | Влад і Валя         | Андрій і Анна       | Гліб і Катя         | Андрій і Анна       | Кирило і Елізабет   | Пари більше не існує    | Пари більше не існує | Пари більше не існує | Пари більше не існує | Пари більше не існує | Пари більше не існує | Пари більше не існує | Пари більше не існує |
| Андрій і Анна     | Рома і Катя         | Кирило і Елізабет   | Марк і Настя        | Андрій і Віка       | не в шоу            | Пари більше не існує    | Пари більше не існує | Пари більше не існує | Пари більше не існує | Пари більше не існує | Пари більше не існує | Пари більше не існує | Пари більше не існує |
| Кирило і Елізабет | Влад і Валя         | Саша і Катя         | Гліб і Катя         | Андрій і Анна       | Денис і Даша        | Вибули                  | Вибули               | Вибули               | Вибули               | Вибули               | Вибули               | Вибули               |                      |
| Гліб і Катя       | Рома і Катя         | Кирило і Анна       | Андрій і Віка       | Вибули              | Вибули              | Вибули                  | Вибули               | Вибули               | Вибули               | Вибули               | Вибули               | Вибули               |                      |
| Кирило і Анна     | Влад і Валя         | Саша і Катя         | Вибули              | Вибули              | Вибули              | Вибули                  | Вибули               | Вибули               | Вибули               | Вибули               | Вибули               | Вибули               |                      |
| Ілля і Наталія    | Рома і Катя         | Вибули              | Вибули              | Вибули              | Вибули              | Вибули                  | Вибули               | Вибули               | Вибули               | Вибули               | Вибули               | Вибули               |                      |
| Рома і Катя       | Не прийняли рішення | Вибули              | Вибули              | Вибули              | Вибули              | Вибули                  | Вибули               | Вибули               | Вибули               | Вибули               | Вибули               | Вибули               |                      |
| Шоу покидають     | Рома і Катя (6)     | Кирило і Анна(5)    | Гліб і Катя (4)     | Андрій і Анна(4)    | Кирил і Елізабет(4) | Андрій                  | Саша і Катя(4)       | Ілля і Валентина(4)  | Віталій і Стелла(3)  | Анна і Владислав(2)  | Андрій і Даша (2)    |                      |                      |

### Фінальне Голосування
|  | Марк і Настя     |
|  | Денис і Вікторія |

| Пара                 | За                   |
| -------------------- | -------------------- |
| Даша і Андрій        | Денис і Вікторія     |
| Аня і Владислав      | Марк і Анастасія     |
| Стелла і Віталій     | Денис і Вікторія     |
| Валентина і Ілля     | Марк і Анастасія     |
| Катерина і Олександр | Денис і Вікторія     |
| Андрій Дзюба         | Денис і Вікторія     |
| Елізабет і Кирило    | Марк і Анастасія     |
| Катерина і Гліб      | Денис і Вікторія     |
| Анна і Кирило        | Денис і Вікторія     |
| Переможці            | Денис і Вікторія(6б) |